# Puerto espacial de Kourou
El Puerto Espacial de Kourou, también conocido como Centro Espacial Guayanés ( en francés: Centre Spatial Guyanais o CSG) es un puerto espacial situado cerca de la localidad de Kourou, en la Guayana Francesa, construido inicialmente por el Centro Nacional de Estudios Espaciales (CNES) y en la actualidad operado principalmente por la Agencia Espacial Europea (ESA). El centro es el principal puerto de lanzamiento espacial europeo, lanzándose desde allí los cohetes de la familia Ariane y Vega.
El puerto espacial comenzó a construirse en 1975 y está operativo desde 1979. La principal ventaja de su ubicación es su baja latitud (5°3′ N), óptima para lanzamientos a órbitas ecuatoriales. La extensión de todo el complejo es de unos 700 km², y cuenta con bases de lanzamiento, centros de ensamblaje de lanzadores, preparación de satélites y producción de propulsante, así como centros de control, estaciones de seguimiento y edificios administrativos.
El centro espacial está administrado conjuntamente por el CNES y la ESA, así como por la empresa Arianespace. La seguridad de la base se encuentra a cargo de diversos organismos, entre ellos la Legión Extranjera y la policía militar francesas. Al estar situado en medio de una zona selvática (en una región donde el 90% del territorio está deshabitado), sus actividades son seguras para la población local.

## Localización

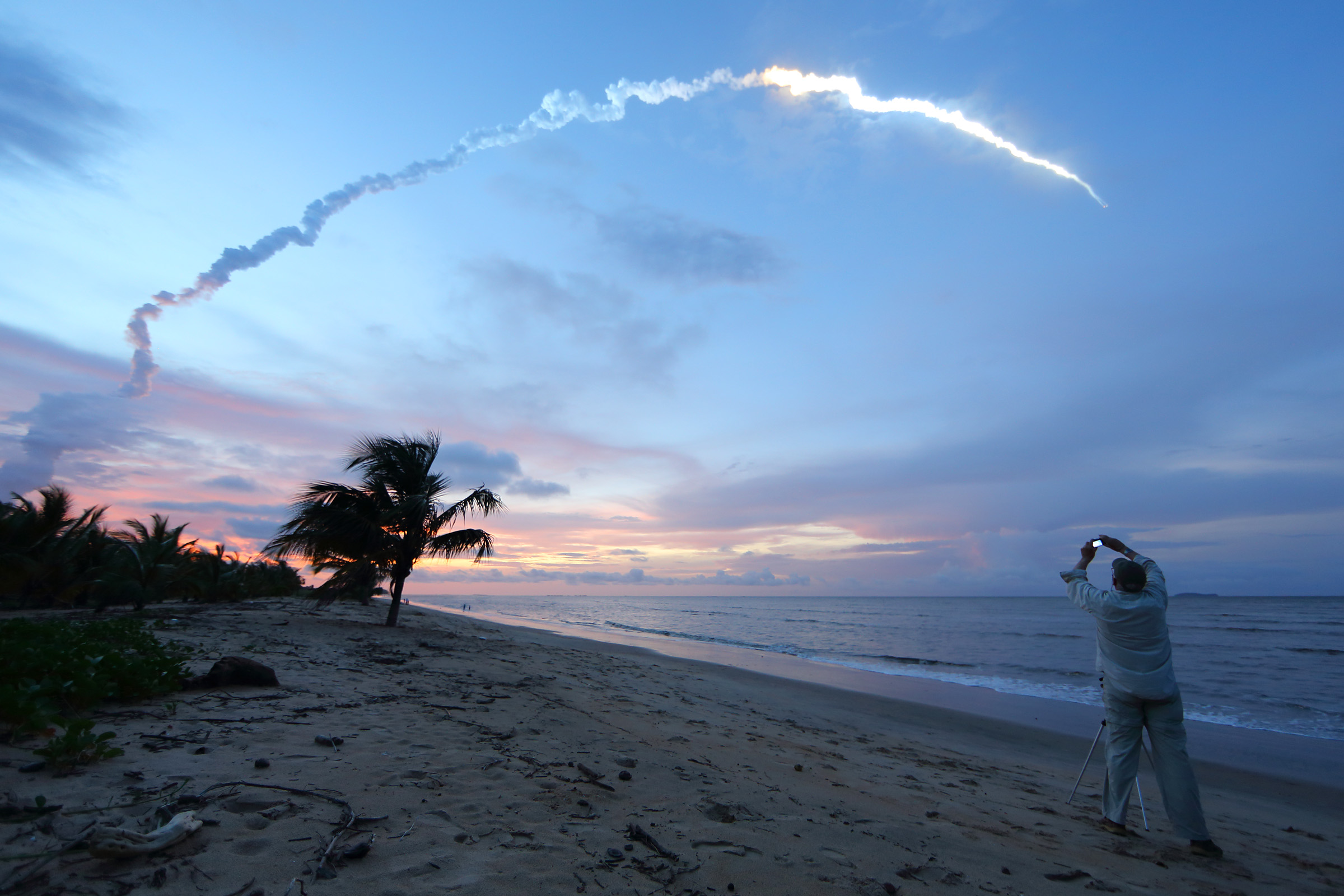
Lanzamiento de Ariane 5 con el ATV "Albert Einstein", en 2013

El puerto espacial de Kourou se encuentra entre las localidades de Kourou y Sinnamary, en la Guayana Francesa. El centro espacial está situado en una zona deshabitada, cerca de la costa atlántica y rodeado de selva tropical. La elección de este emplazamiento obedece a razones tanto técnicas como políticas, proporcionadas por su posición geográfica.
Por un lado, el puerto espacial está situado en la latitud 5°3′ N, a menos de 600 km del ecuador terrestre, lo que le confiere una posición inmejorable de cara al lanzamiento de órbitas de cualquier inclinación. La cercanía al ecuador aporta dos ventajas respecto a los lanzamientos:
- A esta latitud la rotación de la Tierra imprime una gran velocidad inercial al cohete (esta velocidad alcanza su máximo en el ecuador, donde cualquier objeto recorre una circunferencia de 40 074,9 kilómetros en 24 horas, un día, a una velocidad de 1669,79 km/h.), cuando la trayectoria está dirigida hacia el este, y con esto la puesta en órbita requiere de menos combustible.[4]
- La latitud limita la mínima inclinación orbital que se puede conseguir en un lanzamiento. Al lanzar desde latitudes bajas es necesaria una menor cantidad de propulsante para alcanzar órbitas ecuatoriales (como las órbitas geoestacionarias).[5] Las maniobras de cambio de inclinación son además relativamente costosas, por lo que una base de lanzamiento cercana al ecuador es óptima de cara a alcanzar órbitas de inclinación baja.

La posición del centro espacial respecto al océano también es ventajosa, pues permite un gran rango de direcciones de lanzamiento (y por lo tanto, de inclinaciones orbitales): es posible lanzar tanto en dirección norte (para conseguir órbitas polares) como este (para conseguir órbitas ecuatoriales), así como todas las posiciones intermedias. El clima estable y la ausencia de riesgos naturales en la zona (como huracanes o terremotos) también son beneficiosos para la elección del emplazamiento.
Por otro lado, la existencia de infraestructura previa a la construcción del puerto espacial (un aeródromo, un puerto, telecomunicaciones, carreteras, etc.) y la presencia de colinas cercanas donde construir estaciones de seguimiento contribuyeron a la elección de Kourou, así como el hecho de que está situado en territorio francés. La baja densidad de población de la zona también supone una ventaja en el ámbito de la seguridad, y permite que el rango de direcciones de lanzamiento sea elevado.

## Historia

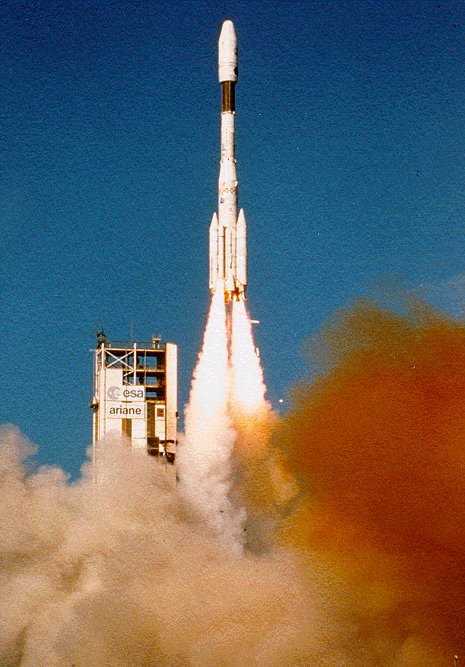
Primer lanzamiento del Ariane 4, en 1988

Antes de la creación del puerto espacial de Kourou, Francia usaba la base de Hammaguir, en Argelia, para lanzamientos de cohetes. Tras la independencia de este país y los Acuerdos de Évian se acordó que Francia abandonase esta base, por lo que hubo que buscar un nuevo emplazamiento para el recientemente creado CNES. Kourou fue uno de los 14 candidatos considerados debido a las ventajas que proporcionaba su posición geográfica y la pertenencia del territorio a Francia. En 1964, el emplazamiento fue seleccionado como base espacial por Francia, y al año siguiente se dio comienzo a su construcción.
Las primeras operaciones en Kourou tuvieron lugar el 9 de abril de 1968, cuando se lanzó un cohete sonda Véronique. Entre 1970 y 1975, el CNES usó la base para el lanzamiento de cohetes Diamant B y Diamant BP4. A principios de la década de 1970, la ELDO lanzó desde allí el cohete Europa II y con la creación de la Agencia Espacial Europea en 1975, Francia ofreció compartir esta base con la agencia.
Desde aquí son lanzadas las misiones de los cohetes europeos Ariane, desde 1979, y  Vega, desde el año 2012. Desde octubre de 2011, las instalaciones estuvieron adaptadas para lanzamientos de cohetes Soyuz 2 como parte de un acuerdo entre Rusia y la Agencia Espacial Europea, acuerdo que fue cancelado por la Agencia Espacial Europea a raíz de la Invasión rusa de Ucrania.

### Proyecto Soyuz 2

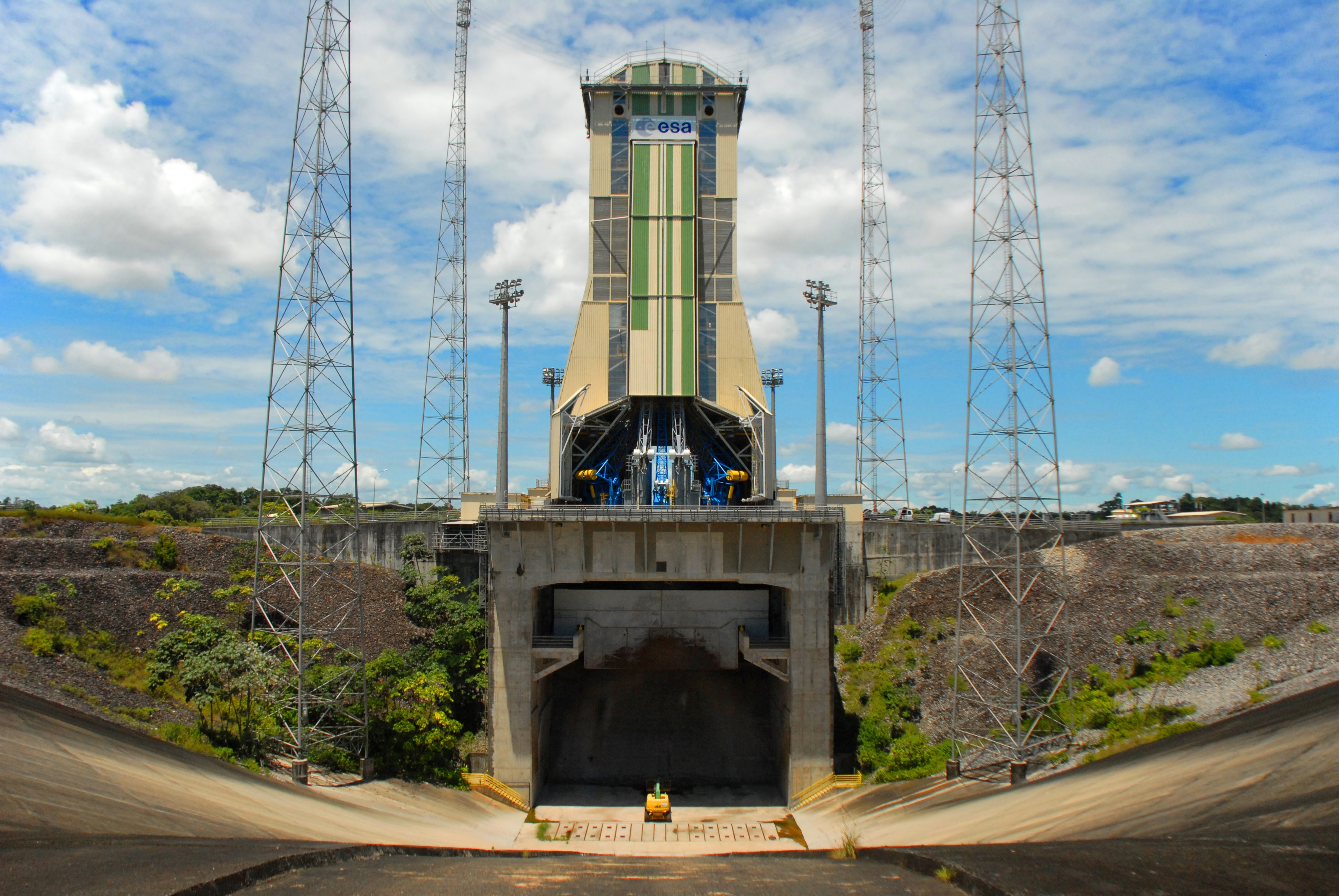
Plataforma de lanzamiento de cohetes Soyuz en la Guayana Francesa.

En el año 2010, se completaron las instalaciones de lanzamiento para el cohete Soyuz 2, de fabricación rusa, un consorcio en el que la ESA dispondría de un mayor número de cohetes y los rusos tendrían acceso a este puerto espacial. Con este nuevo centro, la Agencia Espacial Federal Rusa tendería a usar en menor medida el Cosmódromo de Baikonur, que pertenece a Kazajistán, y aumentaría su capacidad de lanzamientos más pesados, debido a los beneficios de la ubicación del sitio de lanzamiento cerca del ecuador.[cita requerida]
Al estar más cerca del ecuador terrestre, a 5°3′ N, la velocidad de rotación en Korou es 1663,3 km/h, mayor que en Baikonur, a 43°37′ N, donde la velocidad de rotación es de 1211,2 km/h. Esto se debe a que los objetos sobre Kourou recorren una mayor distancia en las 24 horas que dura un día terrestre.
El proyecto fue financiado por Arianespace, la ESA y la Unión Europea con el CNES, siendo el contratista principal de las obras. El costo aproximado del proyecto fue de 320 millones de euros, de los cuales 120 millones de euros son para modernizar el cohete Soyuz 2.
La fecha de inauguración del sitio estaba prevista para el 27 de febrero de 2007, pero varias de las obras tuvieron graves retrasos desde el inicio. Pese a que posteriormente se anunció que a finales de 2008 se tendría lista la plataforma de lanzamiento y centro de control para el cohete Soyuz 2. El lanzamiento inaugural se realizó finalmente el 21 de octubre de 2011, colocando en órbita los dos primeros satélites del sistema de navegación Galileo.
Durante 11 años el proyecto del Soyuz en el Centro Especial de Guyana se mantuvo activo, realizando numerosos lanzamientos; el último tuvo lugar el 10 de febrero de 2022. Debido a la Invasión rusa de Ucrania y las sanciones aplicadas a Rusia derivadas de ella, la Agencia Espacial Europea y Roscosmos pusieron fin a su colaboración en febrero de 2022, finalizando el proyecto. Desde diciembre de ese mismo año no está previsto realizar más lanzamientos con Soyuz desde Kourou.

## Organización
El puerto espacial de Kourou es propiedad del Centro Nacional de Estudios Espaciales (CNES), organismo que lo construyó y lo utilizó en exclusiva durante varios años. Sin embargo, hoy en día el centro espacial es administrado por tres entidades, encargadas de distintas tareas: el CNES, la Agencia Espacial Europea (ESA) y la empresa Arianespace. Desde un punto de vista financiero, la infraestructura necesaria para realizar operaciones es cubierta por la ESA (2/3 del total) y por el Estado francés (1/3), mientras que los costes fijos asociados a las zonas de lanzamiento se reparten entre la ESA y Arianespace.
Dentro del centro espacial el CNES representa al Estado francés. El CNES se encarga de dirigir las operaciones finales de preparación de la carga útil y las operaciones de lanzamiento, y coordina los recursos necesarios para los lanzamientos (seguimiento de los lanzadores, procesamiento de telemetría, etc. También es el encargado de garantizar la seguridad de personas e instalaciones en el puerto espacial, así como del seguimiento ambiental de la zona. Mediante un acuerdo, el CNES está encargado del desarrollo económico y social de la región.
Mediante un acuerdo con el gobierno francés, la ESA puede emplear este centro espacial como base de lanzamiento para sus programas, y así disponer de un acceso independiente al espacio. La ESA es propietaria de las instalaciones que financia, que incluyen entre otros las instalaciones de ensamblaje de lanzadores y preparación de satélites, infraestructura de las bases de lanzamiento, plantas de producción o estaciones de telemetría. La Agencia Espacial cuenta con oficinas propias en el puerto espacial, en las que se llevan a cabo tareas de planificación y toma de decisiones.
La empresa Arianespace, que forma parte de ArianeGroup, supervisa las operaciones de ensamblaje de los lanzadores, y es la responsable del cronograma y las operaciones durante los lanzamientos. Otras empresas se encargan de tareas más específicas en el puerto espacial, como la producción de propulsante o el montaje de lanzadores concretos.

### Seguridad

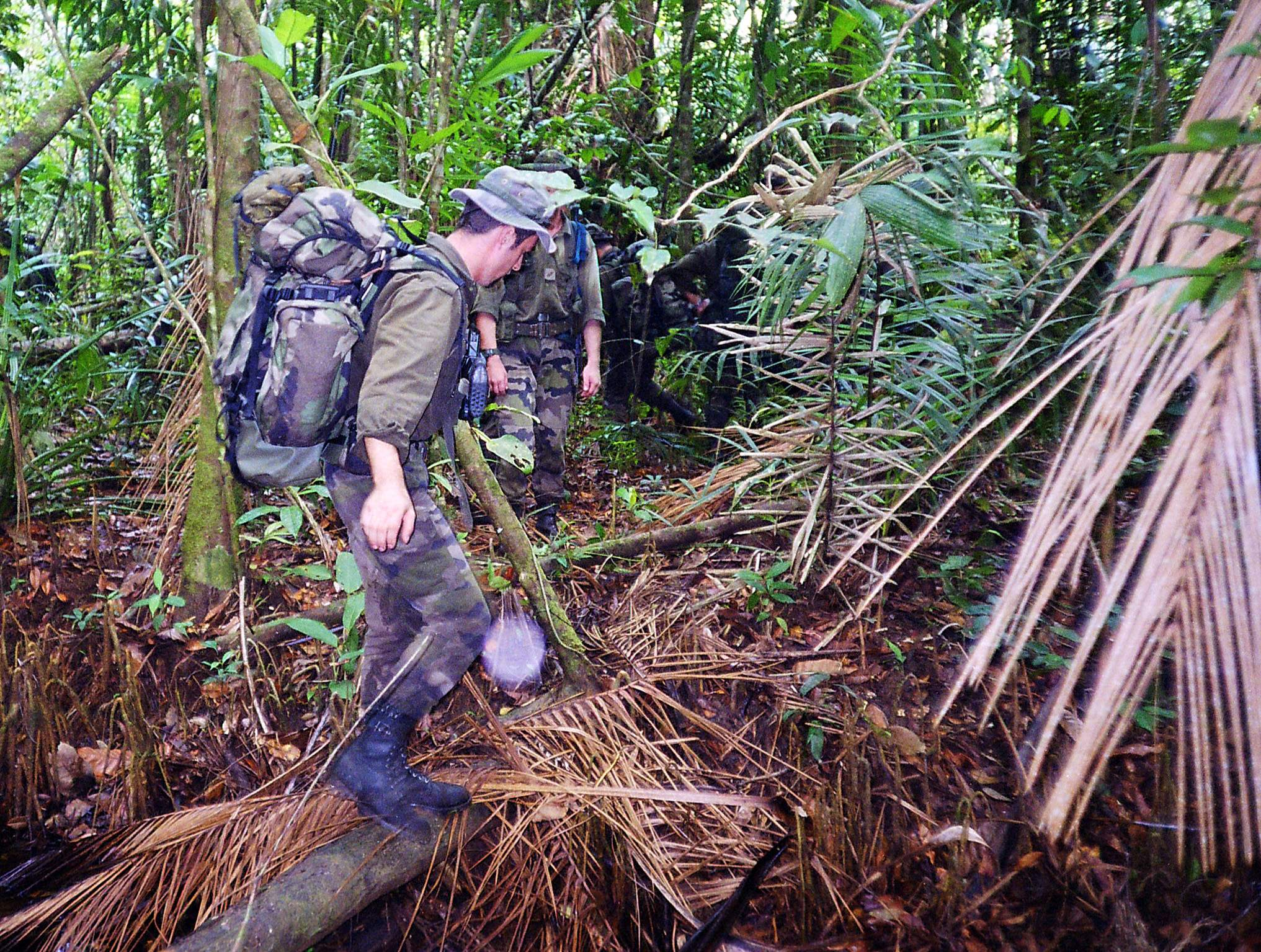
Miembros de la Legión Extranjera en una marcha por la selva

El recinto completo del puerto espacial está permanentemente bajo vigilancia por varias entidades del Ejército francés. La seguridad del centro es asegurada por las Fuerzas Armadas de Guyana (Forces armées en Guyane), en el marco de la Operación Titán. El puerto espacial cuenta con un centro de control militar dirigido por el Ejército del Aire francés, que dispone de radares de vigilancia.
Alrededor del centro espacial la seguridad está a cargo de los escuadrones de la Gendarmería, junto con el tercer regimiento de la Legión Extranjera Francesa y otros cuerpos del ejército. Adicionalmente, existe un destacamento de la Brigada de Bomberos de París para intervenir en caso de incendio.
El sistema de seguridad del centro espacial también se aplica a los lanzamientos. Para la protección de la población local, las direcciones de lanzamiento desde Kourou están limitadas, y en caso de que el cohete se desvíe de su trayectoria nominal se le envía una orden de autodestrucción o de apagado de motores, para que caiga (en general, en pedazos) sobre el océano Atlántico.
El archipiélago de las islas de la Salvación, al NE de Kourou, es propiedad del CNES desde 1971. Debido a que las islas suelen encontrarse bajo la trayectoria de los lanzadores, estas son evacuadas antes de los lanzamientos.

## Instalaciones
El puerto espacial de Kourou, con una extensión de 700 km², cuenta con numerosas instalaciones, que incluyen varias plataformas de lanzamiento y preparación de satélites, instalaciones de lanzamiento y fábricas de combustible sólido, así como centros de control, estaciones de seguimiento de satélites y lanzadores y un museo.

Plano del Centro Espacial de Kourou.
Detalle de las instalaciones destinadas a los lanzadores Ariane y Vega

### Plataformas de lanzamiento
Al finalizar la década de 2010, tres plataformas de lanzamiento del puerto espacial estaban en activo, mientras otras tres se encontraban desmanteladas y una más estaba en construcción. Además de las plataformas dedicadas a los lanzadores de las familias Ariane y Vega, y de la plataforma para Soyuz, el puerto espacial contaba con una plataforma para cohetes sonda y otra dedicada a los  lanzadores Diamant, clausurada en 1976 y hoy reconvertida en una planta de procesado de residuos.

#### ZLV

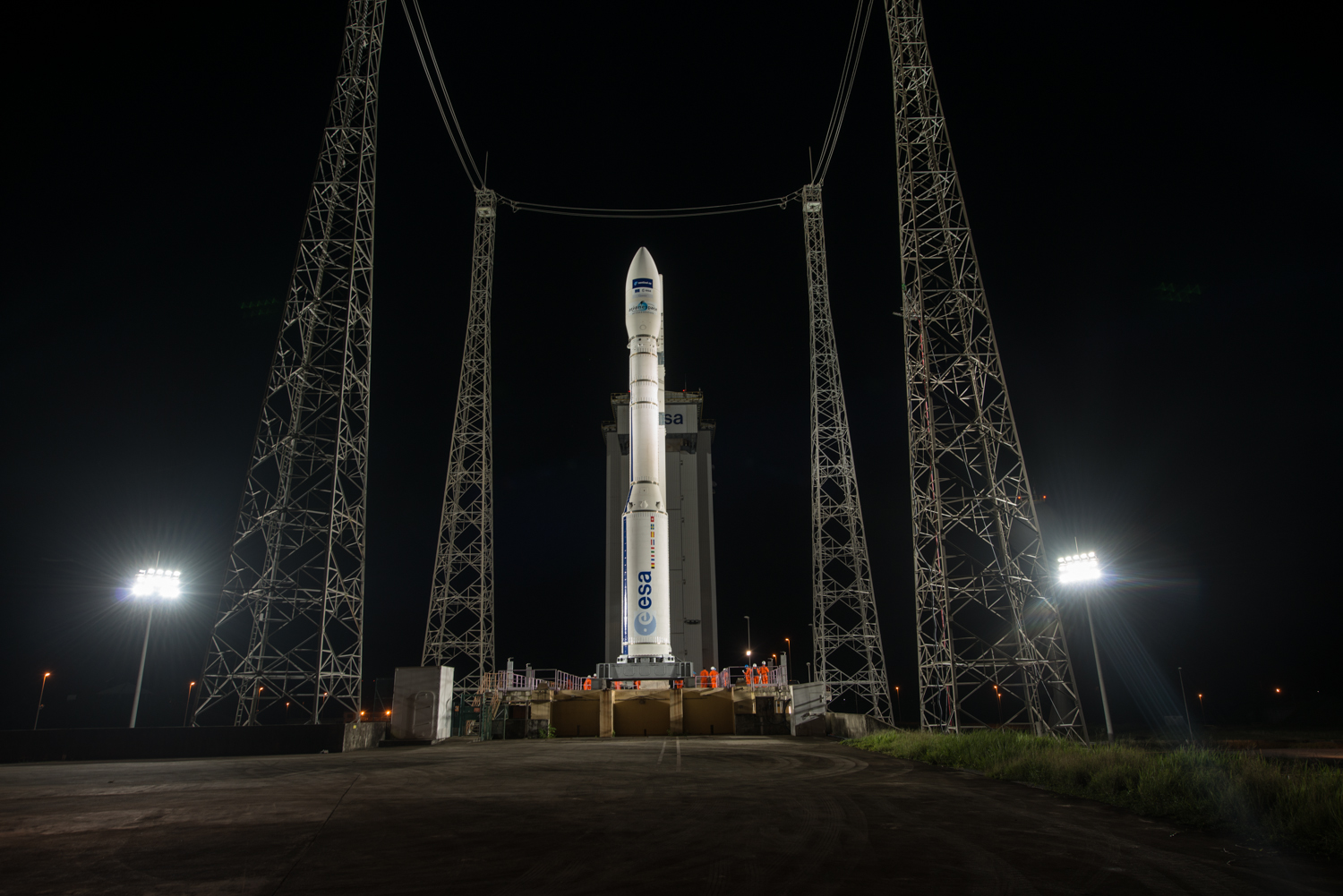
Cohete Vega en el lanzamiento del satélite Sentinel-2

La Zona de Lanzamiento Vega (ZLV), o Ensemble de lancement Vega (ELV), antes conocida como ELA-1 (Ensemble de lancement Ariane 1), es empleada para el lanzamiento de los cohetes Vega. Inicialmente concebida para el lanzamiento de cohetes Europa II, fue reutilizado como plataforma de lanzamiento de los primeros cohetes de la familia Ariane. Su construcción comenzó en 1973, siendo completada en 1978. Tras el primer vuelo del cohete Ariane 1, en 1979, la base fue certificada para operaciones.
A lo largo de los 10 años siguientes la base fue usada para los modelos Ariane 1, Ariane 2 y Ariane 3, retirados en el año 1989. Tras la retirada de estos lanzadores fue clausurada, y en 1991 la torre de la base fue demolida.
La plataforma se adaptó posteriormente para los lanzadores Vega por motivos económicos, y fue rebautizada con su nombre actual. La plataforma está operativa desde 2012, cuando se produjo el primer lanzamiento de Vega. 
Para el ensamblaje del lanzador se emplea una estructura móvil, que se retira cuando el cohete está listo para su lanzamiento. El control de la plataforma se realiza desde el mismo edificio que la del Ariane 5.

#### ZL2

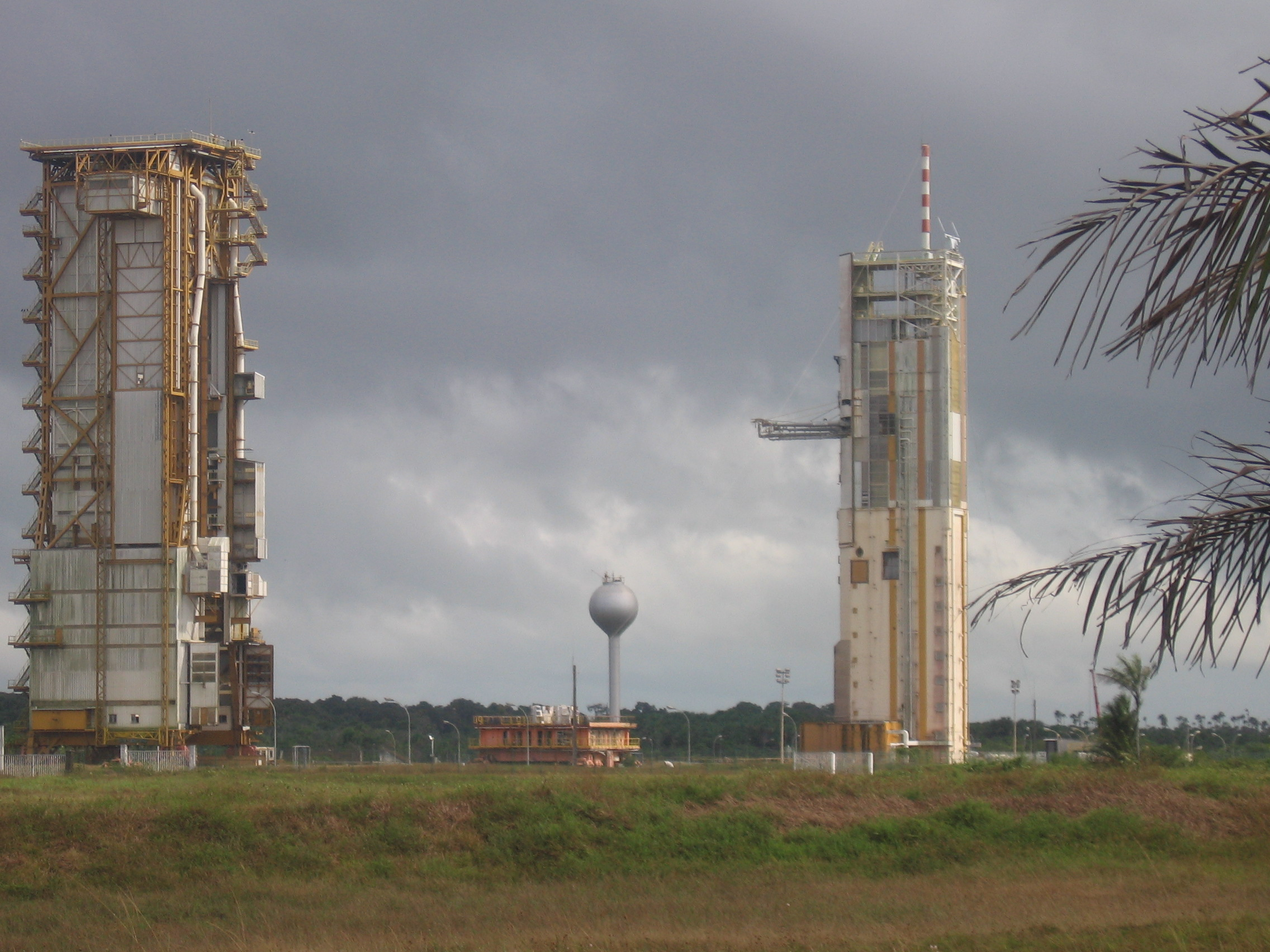
ELA-2 en 2007, en estado abandonado pero antes de la demolición de la torre principal

La Zona de Lanzamiento 2 (ZL2), también conocida como ELA-2, fue usada principalmente para lanzar el Ariane 4. Fue diseñada tanto para este modelo como para el anterior, el Ariane 3, modelo que inauguró la plataforma con un vuelo en 1986. El primer vuelo de Ariane 4 se produjo en 1988, y la plataforma se mantuvo operativa hasta 2003.
A diferencia de ELA-1, donde que se monta el lanzador directamente sobre la plataforma, ELA-2 contaba con unas instalaciones de integración del lanzador a 950m de la plataforma de lanzamiento. Cuando el lanzador estaba preparado se transportaba mediante una mea móvil y un sistema de raíles a la base de lanzamiento. Este sistema permitía trabajar con dos lanzadores simultáneamente, lo que aumentó la frecuencia de lanzamientos. En la propia plataforma se realizaban las últimas preparaciones, entre ellas el montaje de la carga útil.
A pesar de sus ventajas, algunos elementos estructurales eran frágiles, lo cual fue corregido en la siguiente plataforma para lanzadores Ariane, ELA-3. Tras el último vuelo de Ariane 4 en 2003, la base fue clausurada. Finalmente fue desmantelada en 2011, año en el que se demolió la torre principal de la base.

#### ZLA

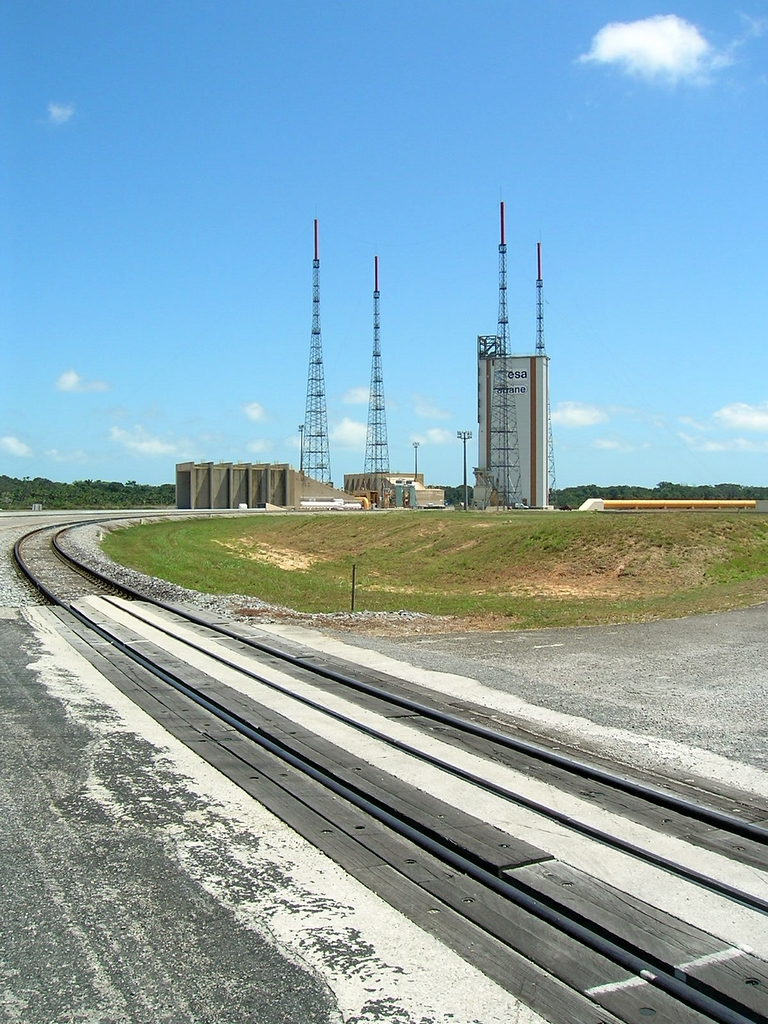
Plataforma de lanzamiento de Ariane 5 y los raíles que conducen hasta ella.

La Zona de Lanzamiento Ariane (ZLA), conocida oficialmente como ELA-3, es empleada para el lanzamiento del cohete Ariane 5. La plataforma de lanzamiento se encuentra dentro de un recinto de 21 km², que incluye edificios para el ensamblaje del lanzador, centros de control y la plataforma de lanzamiento de Vega (ELV). Desde el primer lanzamiento de un Ariane 5 en 1996 (un lanzamiento fallido), la plataforma se ha mantenido activa.
Numerosos edificios están destinados al montaje de los componentes del Ariane 5. Algunos de estos componentes son traídos de Europa, pero otros son producidos en el mismo centro espacial. Entre estas instalaciones están las destinadas a la producción de propulsante sólido, el ensamblaje de las etapas laterales, o boosters (BIP), las pruebas de los motores cohete (BEAP) y el ensamblaje del lanzador completo (BIL y BAF). El lanzador es transportado entre los distintos edificios y luego hasta la plataforma de lanzamiento sobre una mesa móvil, que se desplaza por raíles con la ayuda de vehículos especializados que alcanzan una velocidad de 3.5 km/h. El traslado desde el BAF, el edificio de ensamblaje final, hasta la plataforma de lanzamiento dura 1h y media, en la que se recorren 5 km.
La plataforma de lanzamiento (Zone de Lancement, ZL) cuenta con una torre desde la que se suministra el propulsante líquido al lanzador, así como una torre de agua de 80m de alto que se emplea para reducir vibraciones y regular la temperatura durante el lanzamiento. Bajo el lanzador se sitúan tres conductos destinados a desviar los gases emitidos por los motores cohete, y a su alrededor se sitúan los 4 postes metálicos que actúan como una jaula de Faraday.
El control de la plataforma de lanzamiento se realiza desde el Centre de Lancement 3, donde se sitúa también la sala de control de la plataforma de Vega. El centro de control, situado a 2.5 km de la plataforma de lanzamiento, está protegido frente a accidentes y cuenta con una autonomía de 20 horas si surge la necesidad de aislamiento.

#### ZLS

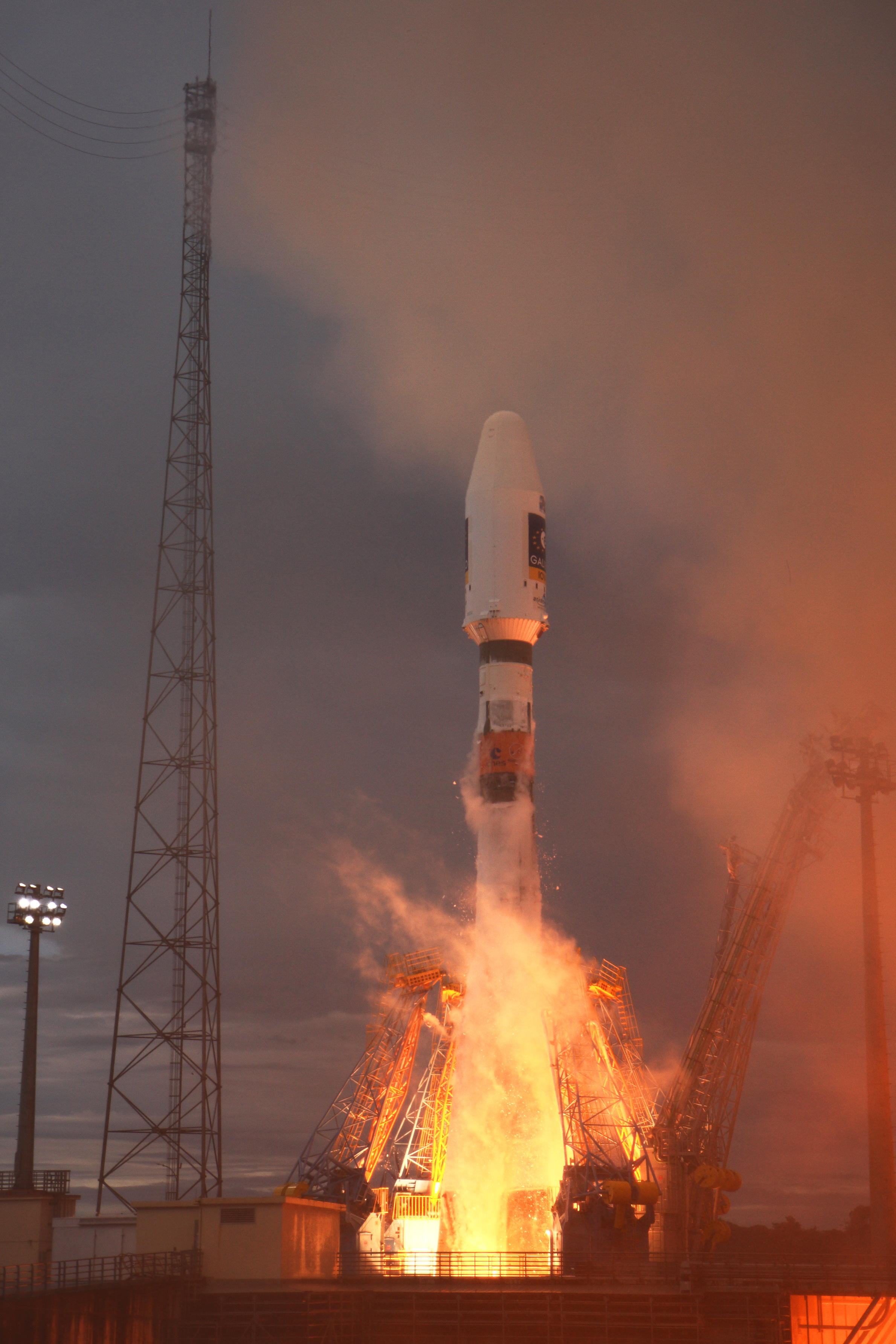
Primer lanzamiento de Soyuz en el CSG, en octubre de 2011

La Zona de Lanzamiento Soyuz (ZLS), también conocida como ELS (del francés, Ensemble de Lancement Soyouz), se utiliza para los lanzamientos de cohetes Soyuz-ST desde el 21 de octubre de 2011. Construida siguiendo el modelo de las instalaciones del cosmódromo de Baikonur, la plataforma de lanzamiento se encuentra en el extremo norte del puerto espacial, a unos 13 km de las instalaciones de la ZLA y cerca de la localidad de Sinnamary. La construcción de la base de lanzamiento finalizó a comienzos de 2011, aunque las instalaciones se completaron en 2015, con la finalización del edificio "FCube" (destinado a la gestión del propulsante de la etapa Fregat de los cohetes Soyuz).
La ELS cuenta con un edificio para el ensamblaje del cohete (llamado MIK), que se realiza con este en posición horizontal. Cuando el lanzador está preparado se traslada mediante raíles a la plataforma de lanzamiento, a 650m de distancia, y es levantado. Las últimas operaciones de ensamblaje, incluyendo el montaje de los satélites, se realiza bajo un pórtico móvil, que se retira antes del lanzamiento. Bajo la plataforma de lanzamiento se encuentra un gran foso de 28m de profundidad, destinado a desviar los gases emitidos por los motores del lanzador.
Desde febrero de 2022 esta plataforma se encuentra inactiva, debido al fin de la cooperación entre Roscosmos y la Agencia Espacial Europea.

#### ELA-4

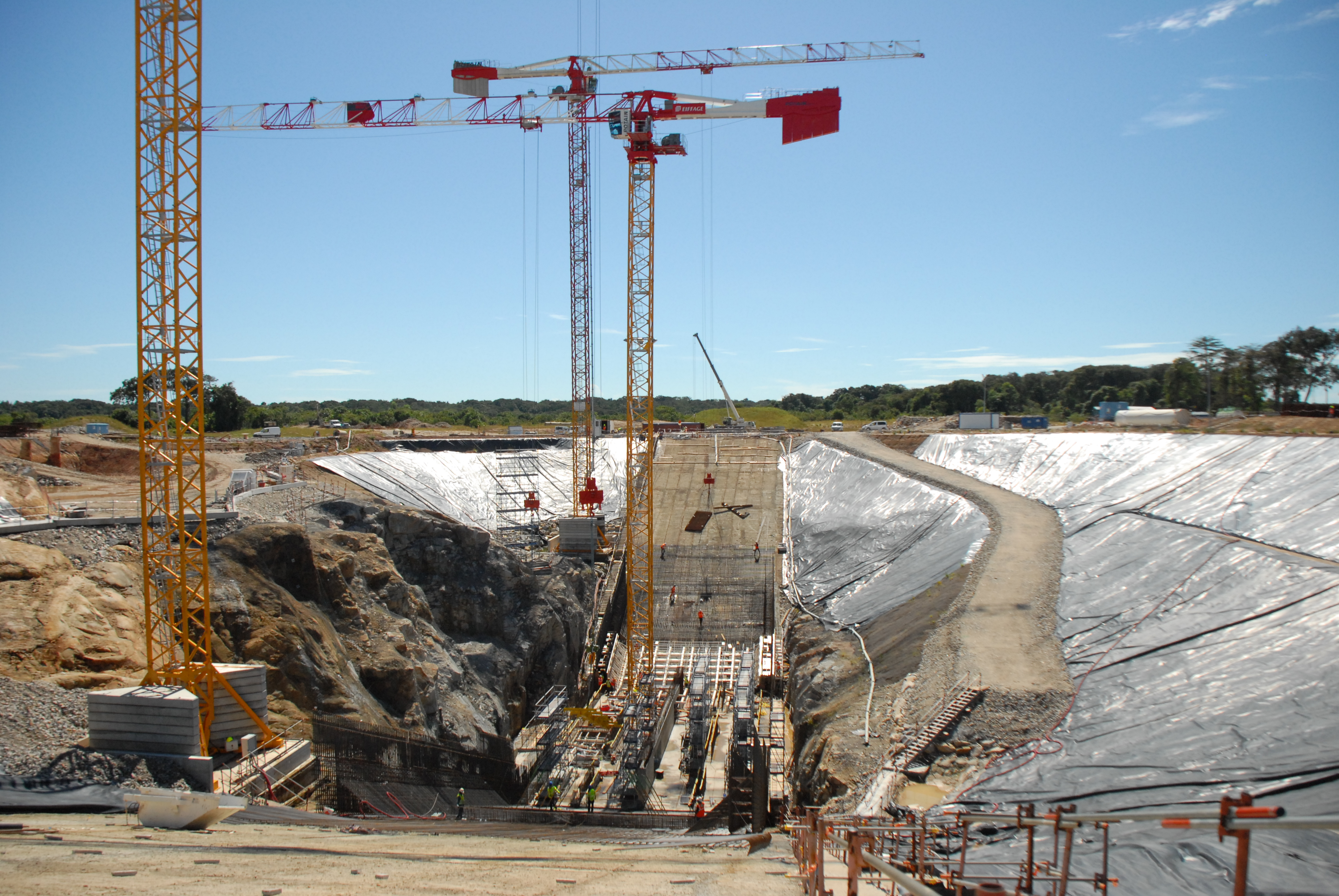
Trabajos de construcción en la plataforma de lanzamiento de ELA-4, en agosto de 2017

La zona de lanzamiento ELA-4 (en francés, Ensemble de lancement Ariane 4) es, como su nombre indica, la cuarta plataforma de lanzamiento construida para cohetes Ariane. Diseñada para el lanzamiento de Ariane 6, los trabajos de construcción tuvieron lugar entre 2015 y 2021. De manera similar a los cohetes Soyuz, esta zona cuenta con instalaciones para el ensamblaje horizontal del lanzador y un pórtico móvil desde el que realizar las últimas operaciones previas al lanzamiento. La construcción de la base se consideró desde el CNES como un impulso a la economía local, empleando a un gran número de gente de la zona. Tras el periodo de construcción y dos años de ensayos, el primer lanzamiento de Ariane 6 tuvo lugar en julio de 2024.

### Estaciones de tierra

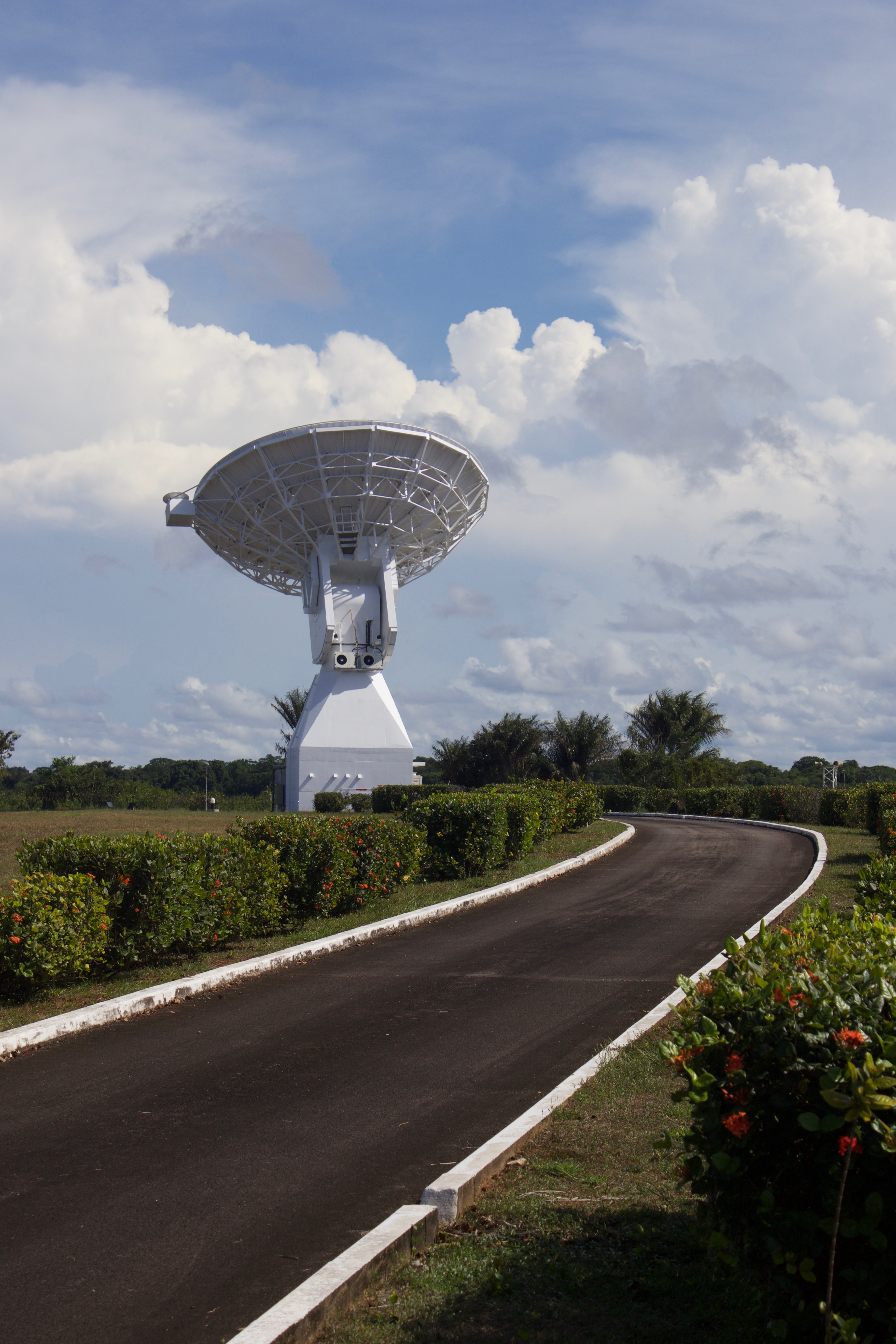
Estación de Kourou (ESTRACK), o Diane

El centro espacial guayanés cuenta con varias estaciones destinadas al seguimiento de los cohetes durante los lanzamientos y de satélites. Algunas de estas estaciones se encuentran dentro del recinto principal del centro espacial, mientras que otras se sitúan en las cercanías.
Dentro del recinto del centro espacial se encuentra la estación meteorológica, empleada para la medición y predicción de variables como el viento, la lluvia, las nubes y las tormentas eléctricas. Activa desde 1968, en la actualidad está dedicada a proporcionar predicciones meteorológicas para las actividades relacionadas con los cohetes Ariane, que además del propio lanzamiento incluyen el transporte del lanzador o de las partes antes de su ensamblaje. Las mediciones realizadas desde tierra se complementan con las de globos sonda, lanzados antes de las campañas de lanzamiento.
Cerca de la zona de lanzamiento ELA-4 se encuentra la estación de Kourou de la red ESTRACK, también llamada estación Diane. La estación cuenta con una antena de 15 m de diámetro, que recibe señales en las bandas S y X, y las instalaciones asociadas, como una sala de control de soporte (la antena nominalmente se controla desde el ESOC en Alemania). La estación de Kourou se emplea principalmente para el seguimiento de la misión XMM-Newton, pero también realiza seguimiento de apoyo a otras misiones. También se ha empleado para la validación de satélites antes de su lanzamiento o durante las fases iniciales de la misión tras el despegue. Dentro del recinto del puerto espacial también se encuentra una estación ligada al sistema de satélites Galileo.
Fuera del recinto principal del CSG, en dos colinas situadas tras atravesar el río Kourou, se encuentran dos estaciones destinadas al seguimiento de los lanzadores tras su despegue. La estación Grand Leblond cuenta con dos radares para determinar la posición del lanzador, mientras que la estación Galliot dispone de tres antenas para recibir telemetría de los lanzadores y hacer un seguimiento de su estado. Estas estaciones son parte de una cadena que permite hacer un seguimiento prolongado del lanzador cuando el lanzamiento es hacia el este; a continuación se encuentran las estaciones de Natal, Ascensión, Libreville y Malindi.
Lejos de Kourou se encuentran otras instalaciones destinadas al seguimiento de los satélites: en Cayena se encuentra la estación de radar de Montabo, mientras que en la Isla Royale, situada en las Islas de la Salvación (frente a las costas de Kourou, y propiedad del CNES), existe una estación telescópica que permite observar los lanzamientos en visible e infrarrojo.

### Centros de control

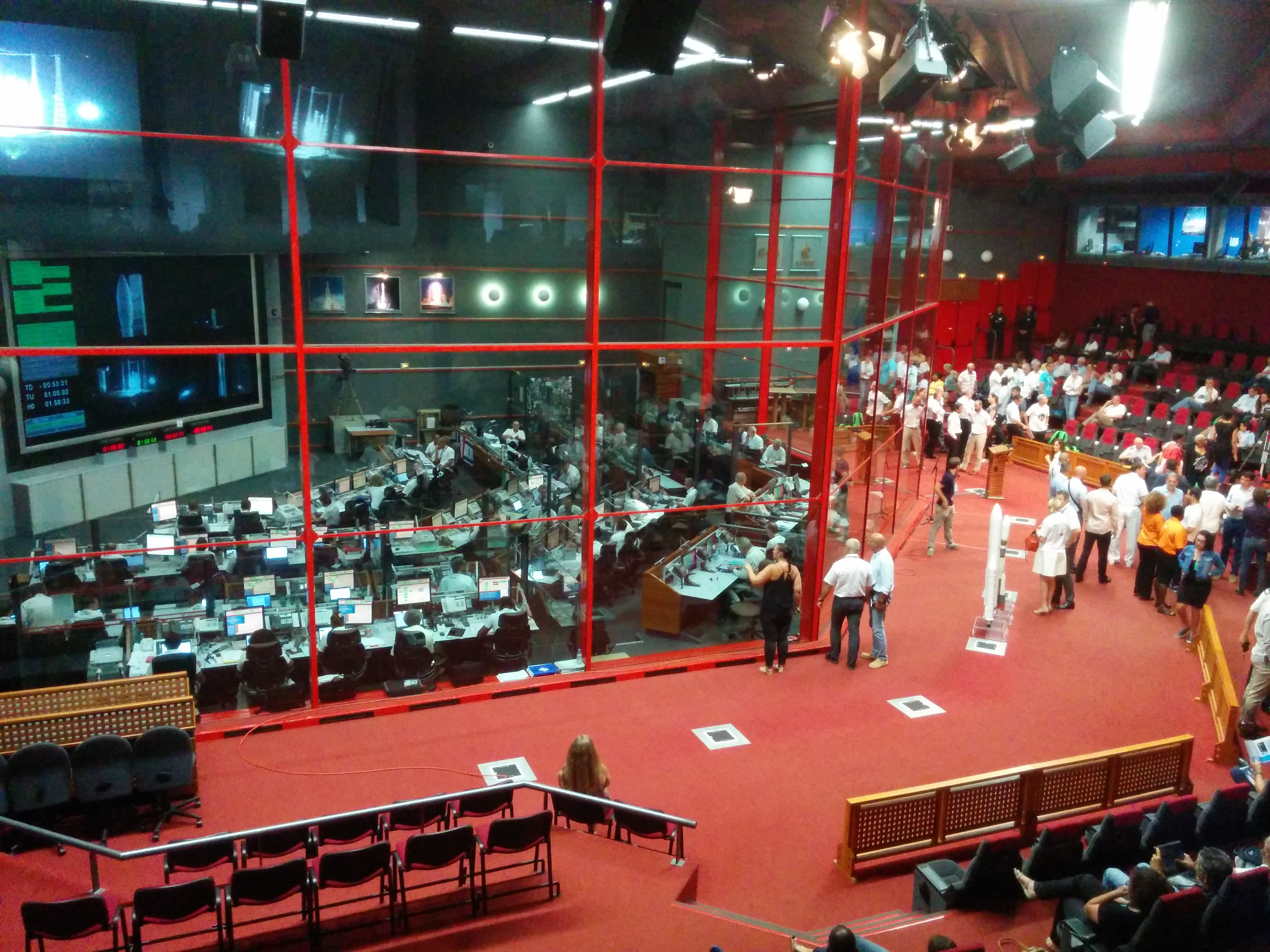
Sala de control Júpiter y sala de conferencias adjunta.

El CSG cuenta con varias salas destinadas al control de los cohetes durante los lanzamientos y de las plataformas de lanzamiento. Cada plataforma cuenta con una sala de control propia, aunque las salas de Ariane 5 y Vega se encuentran juntas. El centro de control principal del puerto espacial se encuentra en la sala Júpiter inaugurada en 1996 y situada cerca de la entrada al recinto. En esta sala trabajan los operadores encargados de los lanzamientos, y desde ella se da luz verde y se realiza la cuenta atrás para el despegue de los cohetes. El seguimiento del lanzador se monitoriza desde esta sala hasta que el satélite se ha puesto en órbita. Tras la sala de control Júpiter se halla una sala de conferencias y un centro de prensa, a la que acuden periodistas, clientes, invitados y público en general para presenciar los lanzamientos.

### Preparación de satélites
El CSG cuenta con varias instalaciones dedicadas a la preparación de los satélites y su almacenamiento antes de su montaje en los lanzadores. Estas instalaciones reciben la denominación EPCU (ensemble de préparation charges utiles), y están distribuidas en tres zonas a lo largo del centro espacial: S1, S3 y S5
La zona denominada S1 está destinada a la preparación de los satélites tras su llegada al puerto espacial, y en ella se realizan operaciones consideradas "no peligrosas", relacionadas con los sistemas eléctricos, mecánicos y neumáticos. La zona S3 (que cuenta con los edificios S2, S3 y S4) era empleada para la realización de operaciones peligrosas, tales como el llenado de los tanques de propulsante, pero en la actualidad se usa para la preparación de la etapa Fregat de los cohetes Soyuz (incluyendo el llenado de los tanques y el ensamblaje de la carga útil). Por último, la zona S5 está compuesta por varios edificios que cuentan con salas limpias, que permiten realizar trabajos de integración de satélites y llenado de tanques de propulsante.

### Otras instalaciones

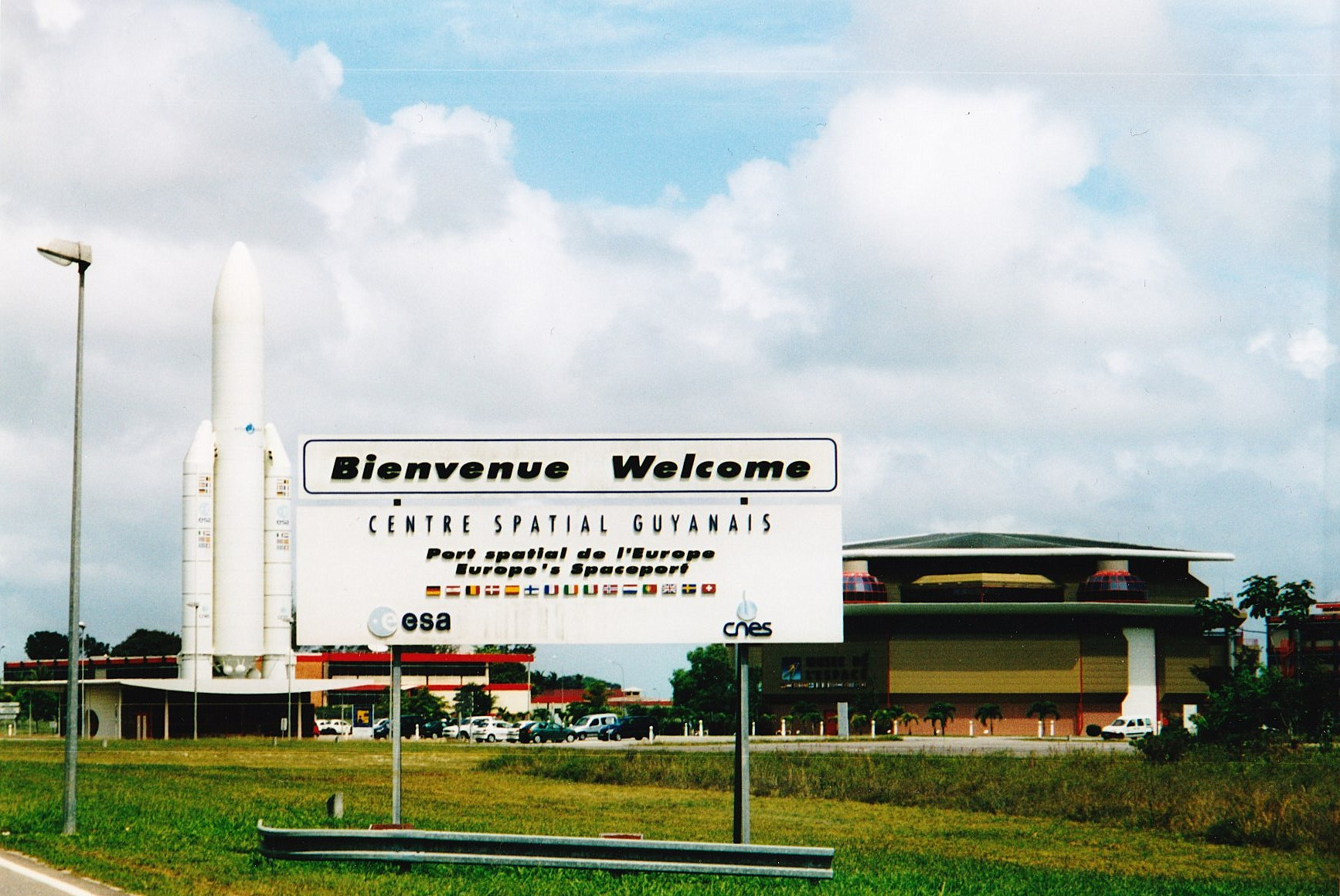
Cartel de entrada al CSG. A la izquierda, maqueta de Ariane 5. A la derecha, el museo del espacio

Cerca de la entrada al puerto espacial se encuentra un conjunto de edificios denominado Centro Técnico, cuya misión es la organización de actividades en el CSG. Esta zona comprende un centro administrativo (para la dirección del centro espacial), un centro logístico (encargado de los servicios necesarios para el funcionamiento de las instalaciones: electricidad, almacenes, bomberos, garajes, etc.) y la zona de operaciones (que incluye las salas de control Júpiter, un centro de telecomunicaciones y un centro de seguridad). Dentro del centro técnico se encuentra la primera de las instalaciones de preparación de satélites, EPCU-S1, mencionada en el apartado anterior.
En el mismo edificio en el que se encuentra la sala de control Júpiter existe un museo dedicado al espacio y su exploración, el Musée de l'space. Adjunto a estos edificios se encuentra una maqueta de un cohete Ariane 5, flanqueada por una serie de banderas de los países pertenecientes a la ESA.
Fuera del recinto del CSG, en la orilla del Río Kourou, se encuentra el puerto de Pariacabo. En el puerto atracan los barcos que transportan las partes de los lanzadores fabricadas en Europa, que luego son transportadas al centro espacial.

## Medio ambiente

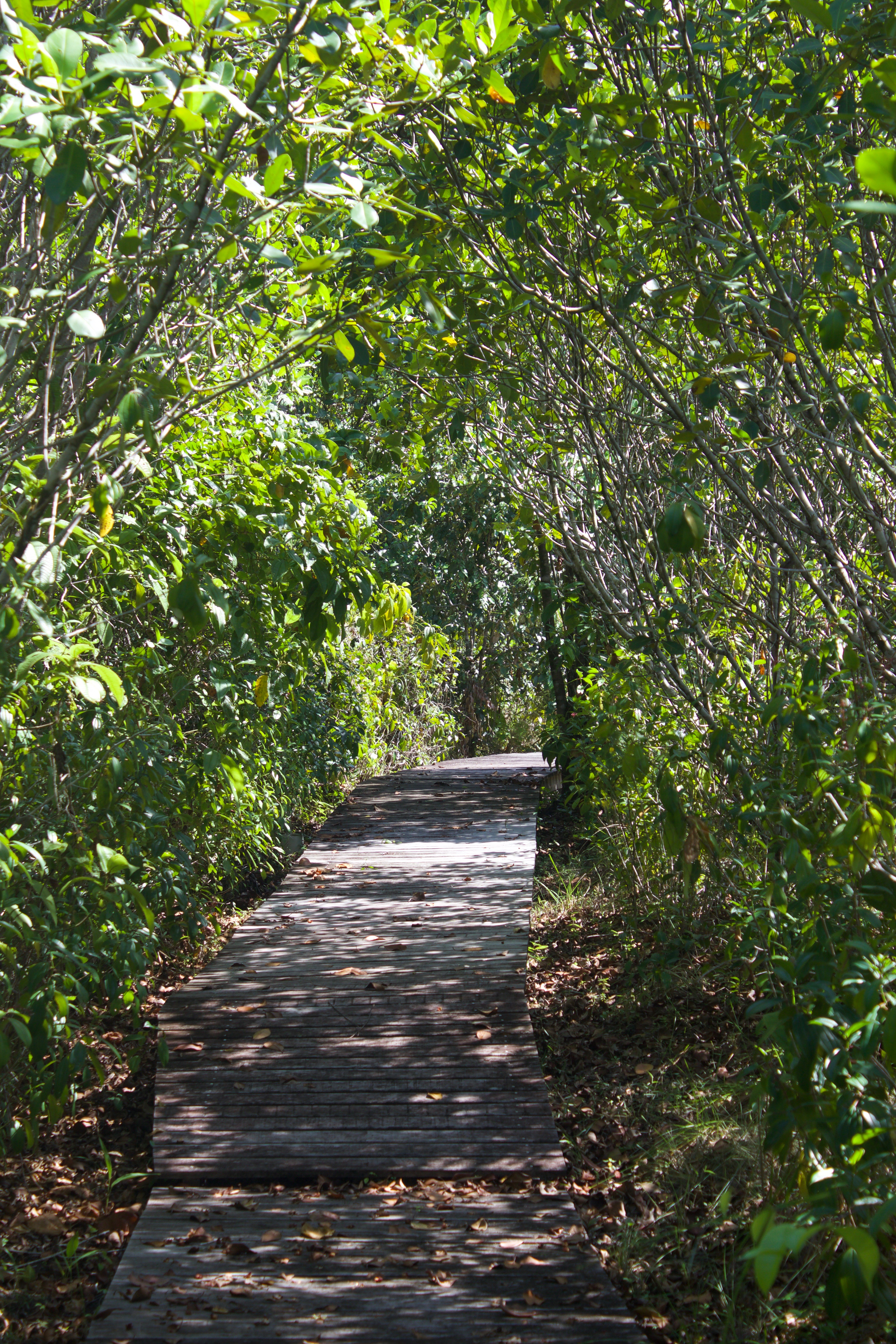
Sendero en el puerto espacial que atraviesa el bosque

El recinto del CSG, de 700 km², es una zona deshabitada, ocupada en su mayor parte por selva, sabana o manglares. Este espacio natural cuenta con una gran diversidad biológica: se conocen 48 especies de mamíferos, 464 de aves, 19 de reptiles y 33 de anfibios en el puerto espacial, y en los dos arroyos que atraviesan el recinto se han contabilizado 59 y 44 especies de peces respectivamente. Entre estas especies se encuentran animales de gran tamaño, como el jaguar, el oso hormiguero gigante o caimanes. La zona es hoy en día un espacio protegido, estando prohibida la caza y realizándose varios estudios medioambientales.
La actividad realizada en el puerto espacial, especialmente los lanzamientos, tiene un impacto en el entorno. Para cumplir con la normativa medioambiental, el CSG realiza estudios de este impacto para cada lanzamiento, que luego se reportan a la DRIRE (Direction Régionale de l’Industrie, de la Recherche et de l’Environnement), organismos científicos y al SPPPI (Secrétariat permanent pour la prévention des pollutions industrielles).
Como parte del plan de gestión medioambiental, el centro espacial cuenta además con dos senderos habilitados para las visitas. Este plan de gestión también se extiende a otras áreas cercanas propiedad del CNES, como las Islas de la Salvación o la cercana Montagne des Singes (montaña de los monos).